# 黒木美佑
黒木 美佑（くろぎ みゆ、2002年2月22日 - ）は、日本の女性タレント、アイドル。宮崎県出身。mitt management所属。元TWIN PLANET所属。愛称は「みゆぴ」。

## 略歴
小学4年生のころからダンスを習い、地元のローカルアイドルとして活動していた。
2018年11月9日、秋元康とテレビ東京が手掛けるバラエティ番組「青春高校3年C組」に、11月5日からのオーディション期間を経て、2期生として合格し、レギュラーメンバーとなる。番組内のユニットであるアイドル部Blue Spring（のちに青春高校3年C組アイドル部）に加入しアイドル活動を行っていた。2020年1月22日、青春高校3年C組「君のことをまだ何にも知らない」でCDデビュー。2021年3月31日、青春高校3年C組の番組終了に伴い卒業し、TWIN PLANETを退所した。
2021年11月1日よりmitt managementに所属し、舞台を中心に活動している。

## 人物
小学６年生のころ「ラブライブ!」を見ていて声優を意識した。中学生で一度声優になる夢を諦め、薬剤師を目指していたが、人前に立つのが楽しいと思い返し、改めてオーディションを受けるようになった。
青春高校3年C組の2期生として合格し「萌え声美少女」と紹介されていたが、「地声なのにぶりっ子って言われるの嫌い」ともしていた。チャームポイントはえくぼ。
アイドル職能の高さから青春高校3年C組では「みゆぴプロ」と呼ばれていた。
あざとかわいい演技に定評があり青春高校3年C組2020年7月14日と21日の放送で開催された「照れカワ最弱アイドル選手権」では最弱を決める企画意図に反して、番組MCであるバナナマンの日村勇紀や三四郎の相田周二から絶賛され、最強の女王として君臨することとなった。続く2020年8月25日の放送では 「最強女王 黒木を倒せ！ 照れカワアイドル決定戦 第2ラウンド」 が開催され、終盤まで圧倒的な強さを見せるも、最後はアダルトチーム小倉可愛に敗れた。また、2021年1月5日の放送で開催された「あざとボディビル選手権」において優勝し、審査員の大久保佳代子から「すばらしいです。これ、昭和時代から継承されているテクニックなのよ」とベタ褒めされた。

## 出演

### テレビ
- テレビ東京「青春高校3年C組」(2018年11月5日-2021年3月31日)

　　青春高校3年C組での活動については、青春高校3年C組 #派生番組等を参照
- わけもん！！ (2021年1月13日、宮崎放送)

### ラジオ
- ACTION(2020年3月25日、TBSラジオ)
- 岡副麻希のほくほくみゅ〜じっく (2020年7月26日、文化放送)
- 加藤里保菜のりほにゃんばんわ!! (2023年11月14日、渋谷クロスFM) - ゲスト出演[16]

### 舞台
- 演劇ユニット【メイホリック】「貘の皮を剥ぐ」（2021年11月17日 - 21日、池袋・シアターグリーンBOX in BOX THEATER） - 真紀 役[17]
- style office「シュートOUT! 南校女子ホッケー部物語」（2022年1月19日 - 23日、新宿村LIVE） - 阿佐ヶ谷るりこ 役[18]
- Girls Reading Theater「童話シリーズ」 GW Special（2022年5月3日 - 4日、浅草花劇場）[19]
- アリスインプロジェクト 「ダンスライン」（2022年6月29日 - 7月3日、新宿村LIVE） - 若葉香織 役[20][21]
- 舞台「オオカミの誘惑」（2022年7月23日 - 31日、銀座・博品館劇場） - 望月莉子 役[22]
- 演劇ユニット【メイホリック】「朗読劇『叶え屋「ソルシレーヴ」～メリーバッドエンド～』再演」（2022年8月9日 - 14日、池袋・シアターグリーンBOX in BOX THEATER） - レイチェル 役[23]
- feather stage『ショートストーリーズ』「バスケットボールダイアリーズ」Bチーム（2022年9月17日 - 25日、池袋・シアターKASSAI）- 王子多摩 役 [24]
- アリスインプロジェクト「アリスインデッドリースクール 永劫」（2022年11月23日 - 27日、新宿村LIVE） - 青池和磨 役[25]
- Bobjack Theater「幸福レコード2022」（2022年12月21日 - 25日、TACCS1179） - 西尾セツナ 役[26]
- RAVE☆塾「かえってきた璃色リベリオン」（2023年2月2日 - 5日、築地本願寺ブディストホール） - 小原芽生 役[27]
- 東京War:DS-狂震の渋谷編-（2023年4月19日 - 23日、新宿村Live）-ハヤシ妹役[28][29]
- 「人狼 ザ・ライブプレイングシアター」#48:WITCH III 星降る夢と13人の魔女 （2023年5月6日 - 13日、新宿・シアターサンモール）- 魚座 パトリシア 役[30]
- 少女☆歌劇 レヴュースタァライト -The STAGE 中等部- Rebellion （2023年6月7日 - 12日、飛行船シアター）[31]
- 演劇ユニット【メイホリック】メイホリックシアター14舞台『マジでトキメけ☆少女たち!! 〜全国高校生エネルギッシュ選手権大会〜』再演（2023年8月30日 - 9月3日、シアターサンモール）- 勉学秀子 役[32]
- 舞台「けものフレンズ」　おおきなみみとちいさなきせき Re:JAPARI STAGE!（2023年10月20日 - 31日、品川プリンスホテル クラブeX） - キンシコウ 役[33][34]
- THEATER MILANO-Za オープニングシリーズ「スクールアイドルミュージカル」（2024年1月11日 - 21日、THEATER MILANO-Za） - 来栖トア 役（西田有愛とWキャスト）[35]
- キ上の空論 獣三作 一作め「けもののおとこ」（2024年3月23日 - 31日、紀伊國屋ホール）[36]
- NOVA READING vol.4「館、あるいは情景」 (2024年4月7日、アルネ543) - 清華茜里 役[37][注釈 1]
- 東京War:DS-黒と白のTRIGGER- （2024年5月15日 - 19日、六行会ホール） - ハヤシ妹 役[38]
- 舞台 「NIKKE THE STAGE」  (2024年6月6日 - 9日、こくみん共済 coop ホール/スペース・ゼロ) - シュエン 役[39][注釈 2]
- 舞台 「放課後戦記 2024」  (2024年7月7日 - 15日、シアター・アルファ東京) - 求邑知歌 役[40][注釈 3]
- ボイスト11～ISEKAI MODE・ダンデライオン「ISEKAI MODEがやって来るヤァ!ヤァ!ヤァ!」  (2024年7月14日、ところざわサクラタウン ホールB) - ガブリエル・サキ 役[41]
- WaVe'S第5回公演「Get Back!!2024」 (2024年9月25日 - 29日、中野テアトルBONBON)  - 秋穂 役[42]
- 舞台「シロツメクサ」（2024年10月31日 - 11月4日、コフレリオ 新宿シアター）[43]
- Voice ＆ Stories 予選Ｃブロック 牢毒蝶 vs 走れチュロス「壇上のメリークリスマス」 （2024年12月8日、ESPエンタテインメント東京 12号館ホール） - ガブリエル・サキ 役[44]
- 舞台「THREE’S 2025」  (2025年1月29日 - 2月3日、 かめありリリオホール) -  張譲 役[45]
- 舞台「アサルトリリィ・シュツルム」～サングリーズル編～  (2025年4月26日 - 4月27日、 かめありリリオホール)  - 鉄川兎愛 役[46]
- 劇団オモテナシ 令和7年春 第10回公演  (2025年5月8日 - 5月18日、 CBGKシブゲキ!!) [47]
- 劇団バルスキッチン 第43回公演「商店街グランドリオン」（2025年9月3日 - 7日〈予定〉、あうるすぽっと） - 佐藤マイメロ 役[48]

### ゲーム
- アフターイメージ （ブランダ）[49]
- DEFENSE DERBY （花の魔法使い）[50]
- スマホゲーム『ちゃんごくし！結魂しよう』(孫乾)[51]

### イベント
- ボクジェネvol.6 （2025年1月12日、MUSEモード音楽学院本館）
- 黒木 美佑『みゆぴのおたんじょうかい～23さいになったよ～』 （2025年3月15日、WALLOP 3F STUDIO）

### CM
- 宮交シティ リブランディング記念動画[52]

### インターネット放送
- 「SHAKE UP WALLOP 」月曜日 (2023年2月20日、WALLOP)[53]
- 「里菜と池田のイケティるTV」 （2025年3月11日、WALLOP 3F STUDIO）

### TikTokドラマ
- 「ゲキゲキ～激情劇場～ 」第2話[54]

## ディスコグラフィ
青春高校3年C組での活動については、青春高校3年C組 #作品を参照

## ライブ・イベント
青春高校3年C組での活動については、青春高校3年C組 #イベントを参照

### 合同ライブ
| 出演日              | タイトル                                                     | 会場                 | 備考                                    |
| ------------------- | ------------------------------------------------------------ | -------------------- | --------------------------------------- |
| 2023年12月9日・10日 | 異次元フェス アイドルマスター★♥ラブライブ！歌合戦 DAY1、DAY2 | 東京ドーム（東京都） | スクールアイドルミュージカル 来栖トア役 |